# Faryngal konsonant
En faryngal fon uttalas genom att tungan trycker mot svalget.
I rikssvenska finns inga faryngala fonem.